# Нижнетагильский завод металлических конструкций
Нижнетагильский завод металлических конструкций (НТЗМК) — промышленное предприятие города Нижний Тагил в Свердловской области России. Входит (по состоянию на 2014 год) в двадцатку крупнейших производителей металлоконструкций в России.
Датой основания считается август 1942 года, а день рождения завода отмечается в профессиональный праздник День строителя.
Система менеджмента качества «НТЗМК» сертифицирована TUV NORD и соответствует требованиям стандарта ISO 9001-2008. Чертежи КМ/КМД разрабатываются с помощью современных технологий трехмерного проектирования (Tekla Structures).

## История
Решение о возведении завода принято Государственным Комитетом Обороны (ГКО) 16 июля 1941 года.
Под Нижнетагильский завод металлоконструкций были выделены две площадки, условно названные ЗМК-1 и ЗМК-2. ЗМК-1 располагался рядом с НТМЗ, на этой территории находится сегодняшний НТЗМК. ЗМК-2 разместился непосредственно на территории НТМЗ — в настоящее время на этом месте расположено Управление Нижнетагильского металлургического комбината.
Первая тысяча тонн конструкций была изготовлена уже в августе 1942 года.
В 1942 году основной задачей НТЗМК было обслуживание нужд Нижне Тагильского металлургического завода (Ныне НТМК—ЕВРАЗ) и других промышленных предприятий города. В конце 1940-х годов НТЗМК поставлял свою продукцию многим предприятиям Уральского региона.
На основании приказа Министерства тяжелого строительства №ОС-354 от 18 ноября 1950 произошло объединение двух ЗМК и вскоре после этого началась первая реконструкция производства, которая продолжалась с 1952 по 1958 год и позволила увеличить проектную мощность с 20 до 35 тыс. тн. К концу 1950-х годов завод полностью перешёл на производство сварных конструкций (ранее производились и клёпанные, и сварные).
В начале 1960-х годов реконструкция продолжилась. Её главной целью было увеличение мощности предприятия практически в три раза. В марте 1964 года было начато строительство второго корпуса завода. Корпус мощностью 75 тыс. тн был сдан в эксплуатацию уже в июне 1966 года. Таким образом, суммарная мощность старого (35 тыс. тн) и нового корпусов завода составила 110 тыс. т. Продукция НТЗМК вышла за пределы Уральского региона.
В 1969 году коллективу НТЗМК поручили выполнение первого в истории завода экспортного заказа. Предстояло произвести более 1200 т металлоконструкций для Измирского нефтеперерабатывающего завода в Турции. Позже было и другие экспортные заказы. Среди наиболее значимых заказов 1970-х—1980-х годов были металлоконструкции для Исфаханского металлургического завода в Иране, металлургического завода Железара-Зеница в Югославии, медно-молибденового комбината «Эрдэнэт» в Монголии, горно-обогатительной фабрики в г. Аджаокута в Нигерии, эстакады для никелевого завода Пунта Горда на Кубе, а также ряда предприятий Северной Корее, Вьетнама, Китая и других стран.
В 1971—1972 годах перед коллективом НТЗМК была поставлена задача освоить изготовление металлоконструкций шахтных пусковых установок (ШПУ) баллистических ракет стратегического назначения. Ещё одним заказом, который получил завод для нужд военно-промышленного комплекса, стала установка для испытания боеприпасов, изготовленная из высокопрочной стали.
В 1972 году завод приступил к изготовлению металлоконструкций для Камского автомобильного завода. Было изготовлено 50 тыс. т металлоконструкций, которые составили основу значительной части сооружений нового советского автогиганта. Интересным объектом стало строительство высотного здания обкома КПСС и облисполкома в г. Свердловске. До распада СССР это 24-этажное строение считалось самым высоким в стране зданием областного комитета КПСС.
Все последние годы седьмого десятилетия XX века завод был занят производством металлоконструкций для олимпийских объектов в Москве. Наиболее интересны с конструктивной точки зрения два объекта — гостиница «Измайлово» и велотрек в Крылатском. О размерах велотрека можно судить по тому, что под его крышей могли бы разместиться два футбольных поля.
В декабре 1975 года объём производства НТЗМК достиг 100 тысяч тонн металлоконструкции в год, а в феврале 1976 года завод был награждён высокой правительственной наградой — орденом Трудового Красного Знамени.
В 1980-е гг. предприятие изготавливало металлоконструкции более чем для 300 объектов: чёрной и цветной металлургии, производства минеральных удобрений, лесного хозяйства. Производимые заводом сварные строительные металлоконструкции промышленных и общественных зданий и сооружений, конструкции металлических агрегатов, кожухи доменных и подины мартеновских печей, пролетные строения автодорожных мостов расходились во все концы Советского Союза и далеко за его пределы. В 1986 г. завод принимал участие в изготовлении металлоконструкций для «саркофага» Чернобыльской атомной электростанции.
Ещё одним особо важным стал заказ на изготовление конструкции пусковой установки для советского шаттла-челнока многоразового использования космического корабля «Буран». «После того, как конструкцию собрали, провели её испытание: между огромными фрезерованными плоскостями попробовали вставить лезвие бритвы. Не получилось — настолько качественной была работа заводских специалистов. На космодром „Байконур“ установка прибыла в комплекте со всеми коммуникациями и оборудованием». В продолжение космической программы заводом был освоен выпуск железнодорожных платформ длиной 25 м для транспортировки жидкого топлива на космодромы.
В 1992 г. государственное предприятие «Нижнетагильский завод металлоконструкций» было преобразовано в одноимённое акционерное общество открытого типа. В конце 1992 г. НТЗМК заключил договор с ВО «Технопромэкспорт» на поставку в Китай металлоконструкций зданий тепловых электросетей в уезде Цзисянь Китайской Народной Республики, а затем в уезде Сутчжун в рамках межправительственных соглашений. Работа над китайскими проектами сложностей для завода не представляла. Специфика заключалась только в масштабах. В 1993 г. удалось получить заказ на изготовление чертежей КМД для реконструкции конвертерного цеха завод в индийском городе Рукел. В 1995 году НТЗМК получил заказ в объёме 4000 т на изготовление металлоконструкций для уникального сооружения — Торгового комплекса «Охотный ряд» на манежной площади в Москве. В 1990-е годы такие крупные и престижные заказы были редкостью.
В апреле 1996 года предприятие преобразовано из акционерного общества открытого типа в открытое акционерное общество, а в 2000 г. оно перешло под контроль новых собственников и было преобразовано в общество с ограниченной ответственностью «НТЗМК».
Изменились заказы. «Раньше это были в основном конструкции промышленного назначения, а гражданские были единичными и уникальными», — отметил в беседе с корреспондентом журнала «Уральский рынок металлов» А. К. Зюков. — «Теперь крупные промышленные заказы можно пересчитать по пальцам одной руки. В гражданском строительстве преобладают объекты торгово-развлекательных, выставочных и оздоровительных центров, крытых стадионов, рынков и вокзалов, других общественных зданий. Конструкции и требования к их качеству стали совершенно другими — в основном это индивидуальные проекты, нестандартная архитектура». Первыми такими объектами стали ТГ «Дирижабль» (открыт в 2000 г.), ТЦ «Покровский пассаж» (открыт в 2001 г.), ТРЦ «Екатерининский» (открыт в 2002 г.), аквапарк «Лимпопо» (открыт в 2005 г.).
В начале 2000-х годов построен Дворец игровых видов спорта «Уралочка» в Екатеринбурге. Конструкторы завода при работе над этим проектом впервые применили 3D-моделирование в программе AutoCAD.
В 2002 году предприятие первым в отрасли прошло аудит и внедрило сертифицированную систему менеджмента качества ISO 9000, подтверждающую высокое качество и надежность выпускаемой продукции.

В июне 2012 г. Сертификационный центр СОВНЕТ-СЕРТ Российской ассоциации управления проектами СОВНЕТIPMA провел аудит корпоративной системы управления проектами (КСУП) ООО «Нижнетагильский завод металлических конструкций» на соответствие второму классу зрелости по международному стандарту IPMA Delta и подтвердил соответствие проектного менеджмента ООО «НТЗМК» международным стандартам. Было рекомендовано присвоить 2 класс зрелости по модели IPMA Delta с официальной выдачей сертификата.
Нижнетагильский завод металлоконструкций — первое предприятие в отрасли металлостроительства и третье в России, получившее сертификат IPMA Delta и вышедшее на международный уровень управления проектами.
В августе 2017 года НТЗМК исполнилось 75 лет. К юбилею завода Свердловской киностудией был создан корпоративный фильм, телекомпанией «Телекон» снят сюжет о самом праздновании. «Областная газета» в рамках проекта «Реальные пацаны» подготовила статью «Вальцовщик Стёпа из Тагила».

### Основная продукция предприятия
- Металлоконструкции промышленных зданий, сооружений.
- Металлоконструкции спортивно-оздоровительных зданий, сооружений.
- Металлоконструкции торгово-выставочных, офисных зданий, сооружений.
- Металлоконструкции объектов энергетики.
- Металлоконструкции объектов транспортной инфраструктуры.
- Металлоконструкции пролетных строений мостов (автодорожных, железнодорожных, пешеходных).
- Металлоконструкции высотных зданий, сооружений (башен сотовой связи, телерадиовещания, факельных установок, жилых зданий).

### Наиболее важные объекты за последние десять лет
- ОАО «Новолипецкий меткомбинат». ДЦ № 2. ДП № 7. Каркас здания. Блок воздухонагревателей. Здание бункерной эстакады.
- ПГУ-410 СУГРЭС.
- Комплекс зданий Дельневосточного Федерального университета в г. Владивостоке, о. Русский (здание гостиничного комплекса, гуманитарного учебного, лабораторного, медицинского и студенческого корпусов, многоуровневой открытой скатной автостоянка на 964 места.
- Роснефть. Туапсинский НПЗ, МЦК6. Эстакада. Кабельная эстакада.
- Международный выставочный центр (Екатеринбург). Павильоны № 4, 5.
- ОАО «НТМК». Строительство установки вдувания ПУТ в доменной печи.
- Дальневосточный завод «Звезда».
- Покрытие центрального олимпийского стадиона «Фишт», г. Сочи[21][22].
- Пролетное строение транспортной развязки в двух уровнях автомобильной дороги М27 Джубга-Сочи, Сочи.
- Аэропорт Пулково. Главный терминал.
- ТРЦ «Гринвич», г. Екатеринбург (несколько очередей строительства).
- Космодром «Восточный»: монтажно-испытательный комплекс космических аппаратов, монтажно-испытательный комплекс ракет-носителей.
- ОАО "НПК «Уралвагонзавод». Реконструкция и строительство блока механо-сборочных цехов.
- ОАО «КУМЗ». Цех горячей прокатки, Каменск-Уральский.
- Омский нефтеперерабатывающий завод. Реконструкция.
- Нижнекамский нефтеперерабатывающий завод. Реконструкция.
- Антипинский НПЗ, Тюмень. Металлоконструкции установки глубокой переработки мазута, установки производства элементарной серы.
- Временные мостовые конструкции автодороги «Западный скоростной диаметр», Санкт-Петербург.
- Международная выставка Астана-ЭКСПО-2017. Национальный павильон Казахстана.
- Лахта-центр, г. Санкт-Петербург (небоскрёб и многофункциональное здание).